# Towarzystwo Antropozoficzne

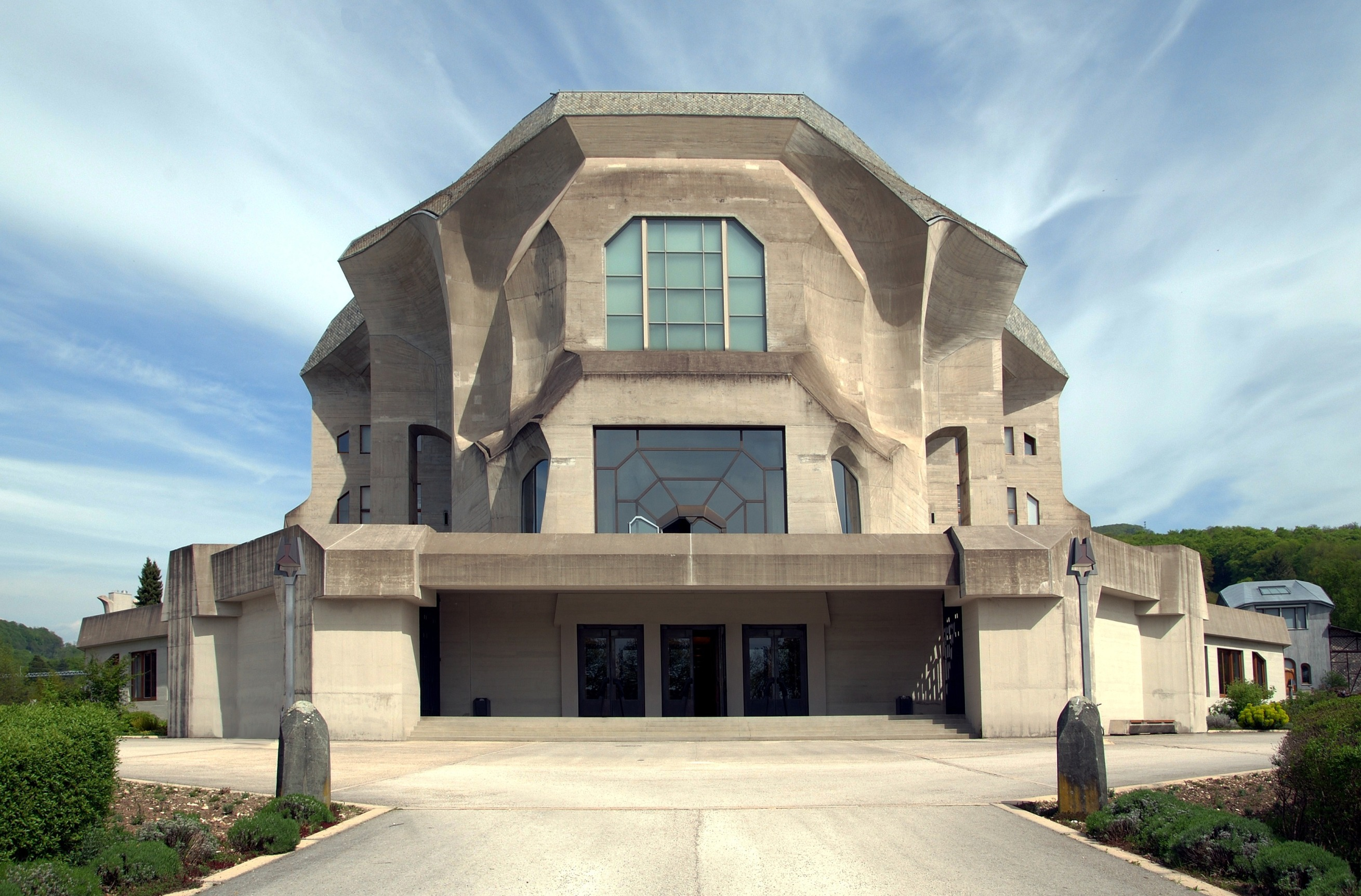
Siedziba Towarzystwa Antropozoficznego

Towarzystwo Antropozoficzne – organizacja zajmująca się dbaniem o dziedzictwo antropozofii. Zostało założone w 1913 w Berlinie przez Rudolfa Steinera. Od 1923 ma siedzibę w Szwajcarii. Głównym ośrodkiem jest Goetheanum. W 1935 jego działalność została zakazana przez nazistów. Po II wojnie światowej wznowiło działalność.
W Polsce z inicjatywy Luny Drexlerówny powstało w roku 1929 Polskie Towarzystwo Antropozoficzne.